# Nicéphore Soglo
Nicéphore Dieudonné Soglo (* 29. listopadu 1934, Lomé, Togoland) je beninský politik, který v letech 1991 - 1996 zastával úřad prezidenta Beninu.
Tento demokraticky zvolený prezident Beninu se narodil na území sousedního Toga. V Paříži vystudoval práva a ekonomii. Do vlasti se vrátil roku 1965, kde pracoval na ministerstvu financí. Poté, co se jeho bratranec plk. Christophe Soglo ujal svržením prezidenta Apithyho vlády, byl roku 1967 jmenován ministrem financí a ekonomických záležitostí. V souvislosti s Kérékouovým převratem roku 1972 odešel Nicéphore Soglo ze země, působil jako guvernér Mezinárodního měnového fondu a v letech 1979 - 1986 ve Světové bance jako ředitel pro Afriku.
Národní konference svolaná v souvislosti s demokratizačními procesy v Beninu jmenovala Sogla v březnu roku 1990 dočasným premiérem ve vládě, která měla zemi přivést ke svobodným volbám. O rok později pak Soglo sám kandidoval v prezidentských volbách a s převahou je vyhrál.
Soglo kritizoval nepotismus, nedostatek zodpovědnosti a transparentnosti v předchozím režimu. V prezidentské funkci se však dopouštěl stejných nešvarů: jeho žena se stala členkou parlamentu, švagr ministrem vnitra, jeden ze synů zvláštním poradcem, jeden z bratrů velvyslancem. Dokonce i o ochrance se tvrdilo, že jsou prezidentovými příbuznými.
Zdevastovaná beninská ekonomika vyžadovala tvrdé reformy, které Sogla rychle připravily o podporu veřejnosti. Část jeho vládní koalice odešla z vlády a tak se ke konci svého funkčního období nemohl opírat o podporu parlamentu.
Ve volbách roku 1996 byl poražen bývalým prezidentem Kérékouem a postavil se do čela opozice. Oba se utkali i ve volbách roku 2001. Soglo, který v prvním kole skončil druhý, žádal zrušení sporných výsledků prvního kola a opakování volby. Když neuspěl, odstoupil na protest z druhého kola.
Na konci roku 2002 byl Soglo zvolen starostou Cotonou, největšího a hospodářsky nejvýznamnějšího města v zemi, čímž potvrdil svou tradičně pevnou pozici na jihu země.